# 中山桥 (哈尔滨)
中山桥位于中国黑龙江省哈尔滨市南岗区，是跨越马家沟河的一座桥梁。1937年开工，1938年通车，曾一度被命名为通道桥、马家沟西火桥。连接中山路和红军街。
大桥原长23米，宽21米，双向4车道。1996年对大桥进行改造，改造后全长55米，宽50米，双向12车道。